# Cazadores de dragones (película)
Cazadores de dragones es una película animada de 2008 dirigida por Arthur Qwak y Guillaume Ivernel, basada en la serie de televisión del mismo nombre. Contó con las voces de Vincent Lindon, Patrick Timsit y Marie Drion en su versión francesa y de Forest Whitaker, Rob Paulsen y Mary Mouser en la versión para habla inglesa.

## Sinopsis
El mundo se ha convertido en un vasto conjunto de islas flotantes de diferentes tamaños y formas. Este universo está poblado de pícaros, campesinos y pequeños señores. Sus principales preocupaciones son la supervivencia, ya que este mundo se ha visto plagado de criaturas hambrientas, que causan estragos, conocidas como dragones.
Lian-Chu y Gwizdo son dos cazadores de dragones, pero están muy lejos de estar entre los mejores. A unas pocas islas flotantes de distancia, hay una fortaleza propiedad de Lord Arnold. El señor tiene un problema, el regreso de World Eater, un dragón monstruoso que se eleva cada veinte años para diseminar el terror y la destrucción. Nadie ha sido capaz de conquistarlo. Y nadie ha vuelto vivo o lo suficientemente cuerdo como para contarlo. La sobrina de Lord Arnold, Zoe, ha decidido encargarse del asunto y encuentra a Lian-Chu y Gwizdo para ayudarla. Está convencida de que son los héroes de sus sueños y los acompaña hasta el otro extremo de la tierra en una aventura fantástica y peligrosa.